# バラダ川

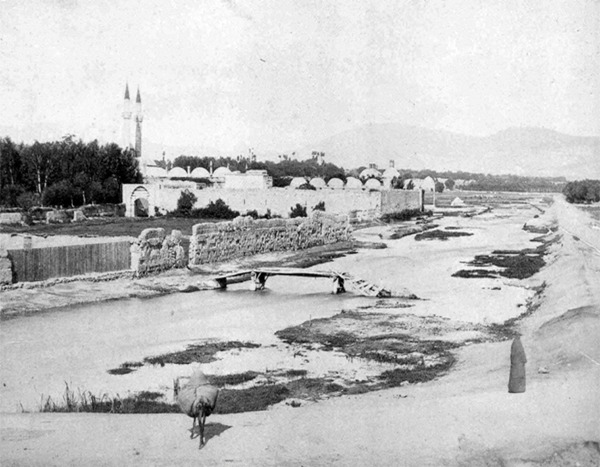
バラダ川 （1868年）

バラダ川（Barada、アラビア語：بردى , 文語アラビア語発音：Baradā(バラダー)、口語アラビア語発音：Barada(バラダ), ギリシャ語：クリュソロアス Chrysorrhoas、「金の流れ」）はシリアの首都ダマスカスを流れる主要な川（内陸河川）。「バラダ」という名は、「寒い」を意味する「barid」から来たと考えられる。旧約聖書の列王記には、「ダマスコの川アバナとパルパル」とあり、アバナ（Abana, またはアマナ Amanah）と呼ばれる川が現在のバラダ川にあたる。
バラダ川はダマスカスから約27km北西にあるアンチレバノン山脈山中のアイン・フィージャ（Ayn Fijah, عين فيجة）の泉を経て流れているが、その源流はアンチレバノン山脈の只中にある緑の谷間の町・ザバダニ（ザバダーニー、Zabadani）から8km離れたバラダ湖にある。バラダ川はザバダニの盆地を出ると、ステップを流れ、山岳地帯の狭い渓谷を南東へ流れてダマスカスの平野へ出る。バラダ川はここで7つに分流し、ダマスカスの南一帯に広がるアル・グータ（Al Ghutah、Ghuta、الغوطة）のオアシスを潤す。

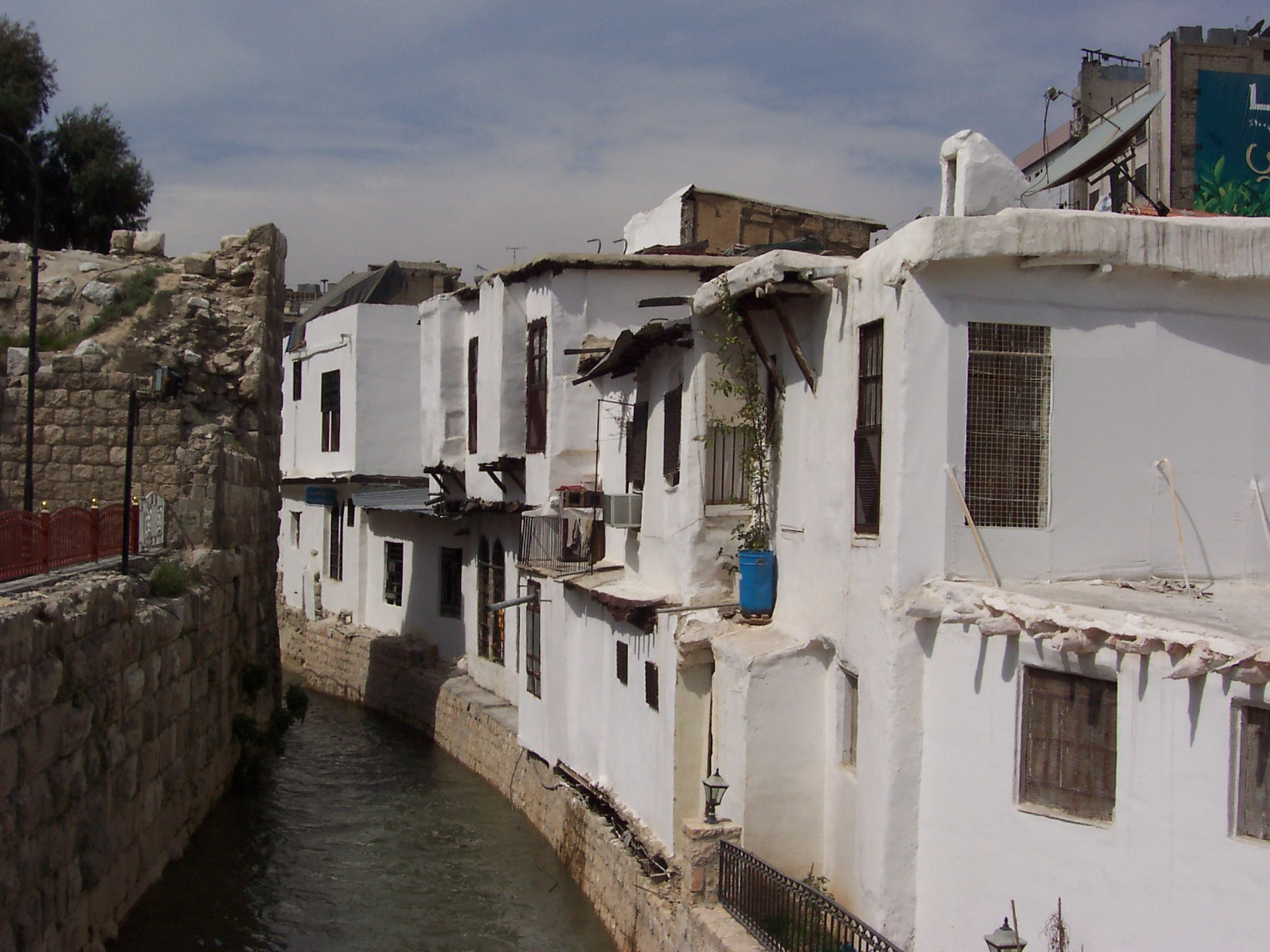
ダマスカス城塞付近のバラダ川 （2006年）

ダマスカスの東のオアシスや乾燥した台地には小さな内陸河川がいくつか流れ、小さな湖や沼地へと流れ込んで消えている。こうした沼や湖の水は周囲の灌漑に使われているが、その中で最も重要な川がバラダ川である。バラダ川が形成するグータ・オアシスはシリア砂漠のステップ地帯の中に忽然と現れる緑の豊かな地域で面積は370平方kmもの広さに及び、古代からの大都市ダマスカスを存立させてきた。しかし第二次世界大戦後の急速な都市化で、1980年代半ばからはオアシスにも郊外住宅や中小の工場が進出し面積が次第に削られている。またバラダ川も1990年代以降、降雨量の減少や人口の急増から、流量の著しい減少に悩まされている。川の水がほとんど流れず汚水も増えているため、特に夏季には深刻な汚染にも苦しんでいる。